# (3608) Kataev
(3608) Kataev ist ein Asteroid des äußeren Hauptgürtels, der am 27. September 1978 von der russischen Astronomin Ljudmila Iwanowna Tschernych an der Zweigstelle Nautschnyj des Krim-Observatoriums (IAU-Code 095) in Nautschnyj entdeckt wurde.
Benannt wurde der Asteroid nach dem sowjetischen Dramatiker und Romancier Walentin Petrowitsch Katajew (1897–1986), den sein Einfühlungsvermögen und seine literarische Experimentierfreude zu einem der international angesehensten sowjetischen Schriftsteller machten.